# Olveiroa
Olveiroa(llamada oficialmente Santiago de Olveiroa) es una parroquia y una aldea española del municipio de Dumbría, en la provincia de La Coruña, Galicia.

## Entidades de población
Entidades de población que forman parte de la parroquia:
- Olveiroa
- Puente Olveira (A Ponte Olveira)

## Demografía

### Parroquia
| Gráfica de evolución demográfica de Olveiroa (parroquia) entre 2000 y 2019 |
|                                                                            |
| Datos según el nomenclátor publicado por el INE.                           |

### Aldea
| Gráfica de evolución demográfica de Olveiroa (aldea) entre 2000 y 2019 |
|                                                                        |
| Datos según el nomenclátor publicado por el INE.                       |